# Музей води (Лісабон)
Музей води — музей в Лісабоні, Португалія, офіційно відкритий в 1967 році. Був розроблений і присвячений історії водопостачання Лісабона, цей невеликий, але змістовний музей був створений навколо першої парової насосної станції міста.
У постійно діючій Виставковій залі представлені експонати, макети, інсталяції та мультимедійні експозиції, що розповідають про історію, сучасний стан і перспективи водопостачання та водовідведення міста. Все це охоплює всі вікові часи Лісабона — з епохи римлян і аж досі. Вважається найкращим у світі музеєм води, добившись численних урядових та всесвітніх нагород музейного спрямування.